# James Howard Meredith
James Howard Meredith (Kosciusko, 25 giugno 1933) è un attivista statunitense.

## Biografia
James Howard Meredith, nacque a Kosciusko, una piccola città, capoluogo della contea di Attala, nello Stato del Mississippi. Dopo avere frequentato ed essendosi diplomato nelle scuole locali, ancora segregate secondo le leggi Jim Crow, si arruolò nella United States Air Force, dove servì dal 1951 al 1960.
Per due anni Meredith frequentò la Jackson State University, dove ottenne buoni voti, e ispirato dal Presidente John Fitzgerald Kennedy, intese iscriversi all'università del Mississippi, con l'intenzione di fare valere i suoi diritti civili, frequentando l'università statale. Fino a quel momento infatti l'istituzione aveva accettato solo studenti bianchi secondo il sistema giuridico della segregazione razziale ma nel 1954, con la sentenza Brown v. Board of Education, la Corte Suprema aveva stabilito che la segregazione era incostituzionale nelle scuole pubbliche, mantenute da tutti i contribuenti.

### L'iscrizione all'Università del Mississippi
Il Governatore dello Stato Ross Barnett, convinto segregazionista, si oppose fermamente al suo intento, promuovendo manifestazioni a supporto dell'impedimento all'integrazione nell'università e si verificarono violenti scontri che provocarono centinaia di feriti e due vittime, tra le quali il giornalista francese Paul Guihard, che necessitarono la richiesta di intervento dell'esercito e degli agenti federali da parte del Presidente Kennedy.
A dispetto dell'ostilità politica e di gran parte della popolazione il 1º ottobre 1962, scortato dall'avvocato John Doar e dal capo del United States Marshals Service James McShane, Meredith si immatricolò all'Università del Mississippi, divenendo il primo studente afroamericano della sua storia, e l'evento costituì una pietra miliare nella storia dei diritti civili negli Stati Uniti; Meredith si laureò in scienze politiche il 18 agosto 1963.

### Eventi successivi
Il 6 giugno 1966 fu vittima di un attentato mentre partecipava alla "marcia contro la paura", una marcia di 220 miglia da Memphis, in Tennessee, a Jackson, in Mississippi, che lui stesso aveva organizzato per combattere il razzismo, e la foto che lo ritrae dopo il ferimento fruttò al fotografo Jack R. Thornell il Premio Pulitzer.
Meredith proseguì i suoi studi presso l'università di Ibadan, in Nigeria, e frequentò la facoltà di legge alla Columbia University con una borsa di studio, laureandosi nel 1968. Diradando il suo impegno come attivista aderì al Partito Repubblicano, collaborando dal 1989 al 1991 come consulente interno dello staff del senatore, ex segregazionista, Jesse Helms, suscitando critiche da parte dell'associazione per i diritti civili, e tentando di essere eletto al Congresso, senza tuttavia riuscirci.
Il cantautore statunitense Bob Dylan scrisse una canzone ispirata al caso di James Howard Meredith dal titolo "Oxford Town", ed inserita nel suo secondo album The Freewheelin' Bob Dylan del 1963.